# Aulus Gabini (militar 81 aC)
Aulus Gabini (llatí: Aulus Gabinius) va ser un militar romà que va actuar durant el segle i aC. Formava part de la gens Gabínia, una família romana d'origen plebeu.
Va combatre a Queronea amb l'exèrcit de Sul·la amb el càrrec de tribú militar. Al començament de l'any 81 aC Sul·la el va enviar a Àsia amb instruccions per Murena d'acabar la guerra contra Mitridates VI Eupator.